# Marco Ruffo
Marco Ruffo (en russe : Марко Руффо) ou Marc Friazine (en italien : Marco Ruffo) est un architecte italien du XVe siècle qui a travaillé en Russie. Ses racines italiennes ne sont pas mentionnées sinon par son surnom Friazine donné aux architectes italiens immigrant en Russie.
Marco Ruffo a réalisé des ouvrages architecturaux militaires à la fin du XVe siècle à Milan, en Italie. C'est dans cette ville qu'il rencontre l'ambassadeur de la république de Venise chargé par Ivan III de trouver un architecte pour travailler à Moscou. C'est ainsi que Marco Ruffo entreprend sa carrière de créateur du kremlin de Moscou avec quelques autres confrères italiens.
Marc Ruffo travaille à Moscou durant les années 1485 à 1495 et prend une part active au renouvellement des anciens édifices en bois par des bâtiments en pierre. En 1485, il construit l'hôtel des Finances, un bâtiment en brique situé entre la cathédrale de l'Annonciation de Moscou et la cathédrale de l'Archange-Saint-Michel de Moscou. Ce bâtiment a été détruit durant la seconde moitié du XVIIIe siècle, mais on en a conservé des images. Il était relié par un passage au palais des Térems.
En 1487, le palais du petit Quai (Malaïa Naberejnaïa palata) est construit suivant les plans de Marco Ruffo. Il n'a pas été conservé jusqu'à aujourd'hui. On n'en conserve qu'un dessin de l'architecte Dmitri Oukhtomski réalisé avant sa restauration de 1751. C'était un bâtiment en brique à deux niveaux sur un sous-sol voûté. Le premier étage comprenait une salle à manger et une pièce de réception, chacune disposant d'une sortie séparée. Suivant le dessin d'Oukhtomski, la façade était décorée suivant la nouvelle architecture russe de l'époque : les fenêtres du rez-de-chaussée étaient surmontées de frontons triangulaires. Les fenêtres du premier étaient couronnées d'un arc et la façade était surmontée de larges corniches. Les étages étaient séparés par une ceinture horizontale. Ces références à l'architecture italienne ont été imaginées par Marco Friazine et ont été reprises au XVIIIe siècle à l'arsenal du Kremlin.
C'est sur base des plans établis par Marc Ruffo que sont construites plusieurs tours du Kremlin de Moscou. Parmi celles-ci la tour du Sauveur, la tour Beklemichevskaïa et la tour Nikolskaïa. En 1491, c'est avec son confrère italien Pietro Antonio Solari que Ruffo réalise le palais à Facettes.

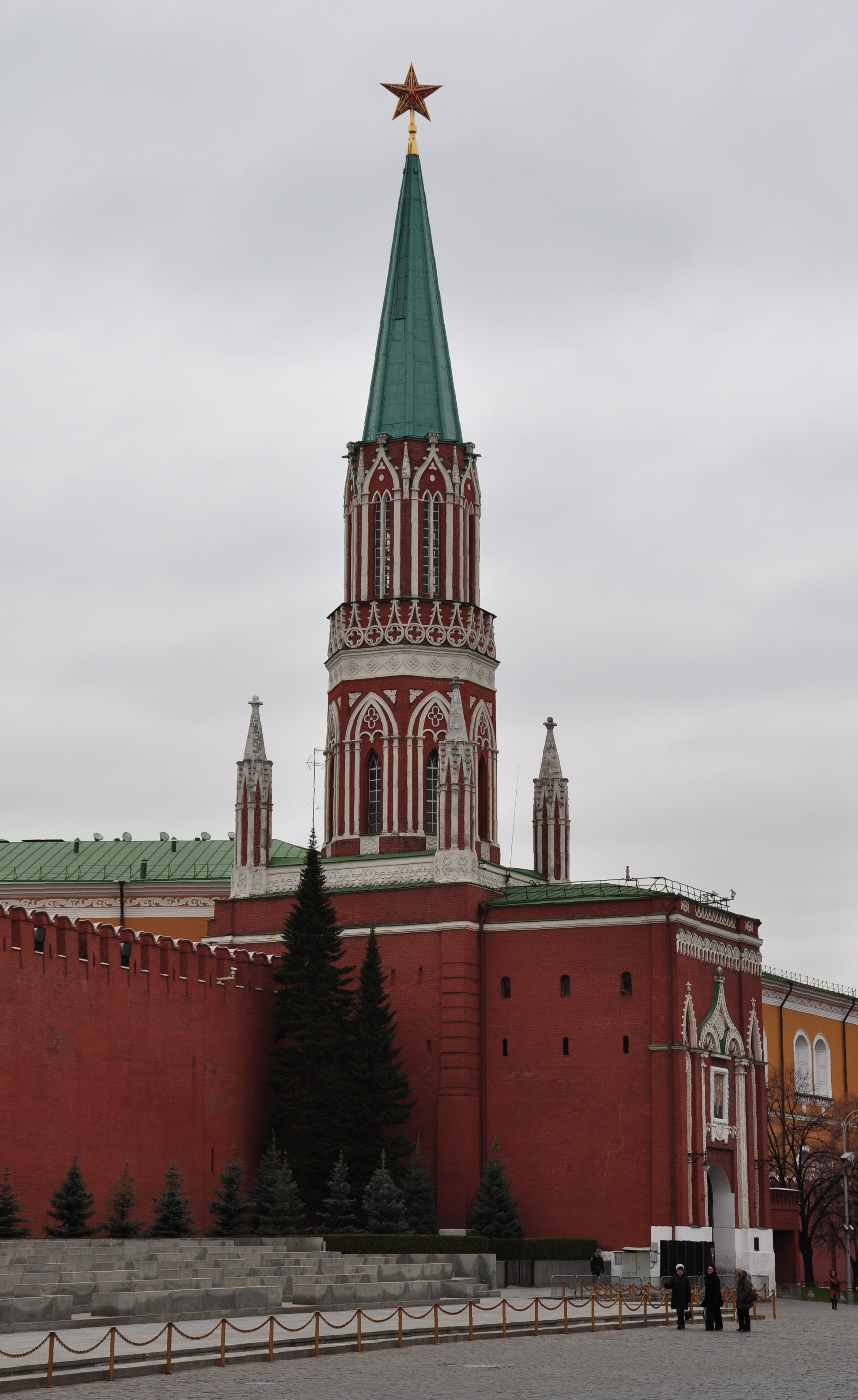
Tour Nikolskaïa (Kremlin de Moscou)
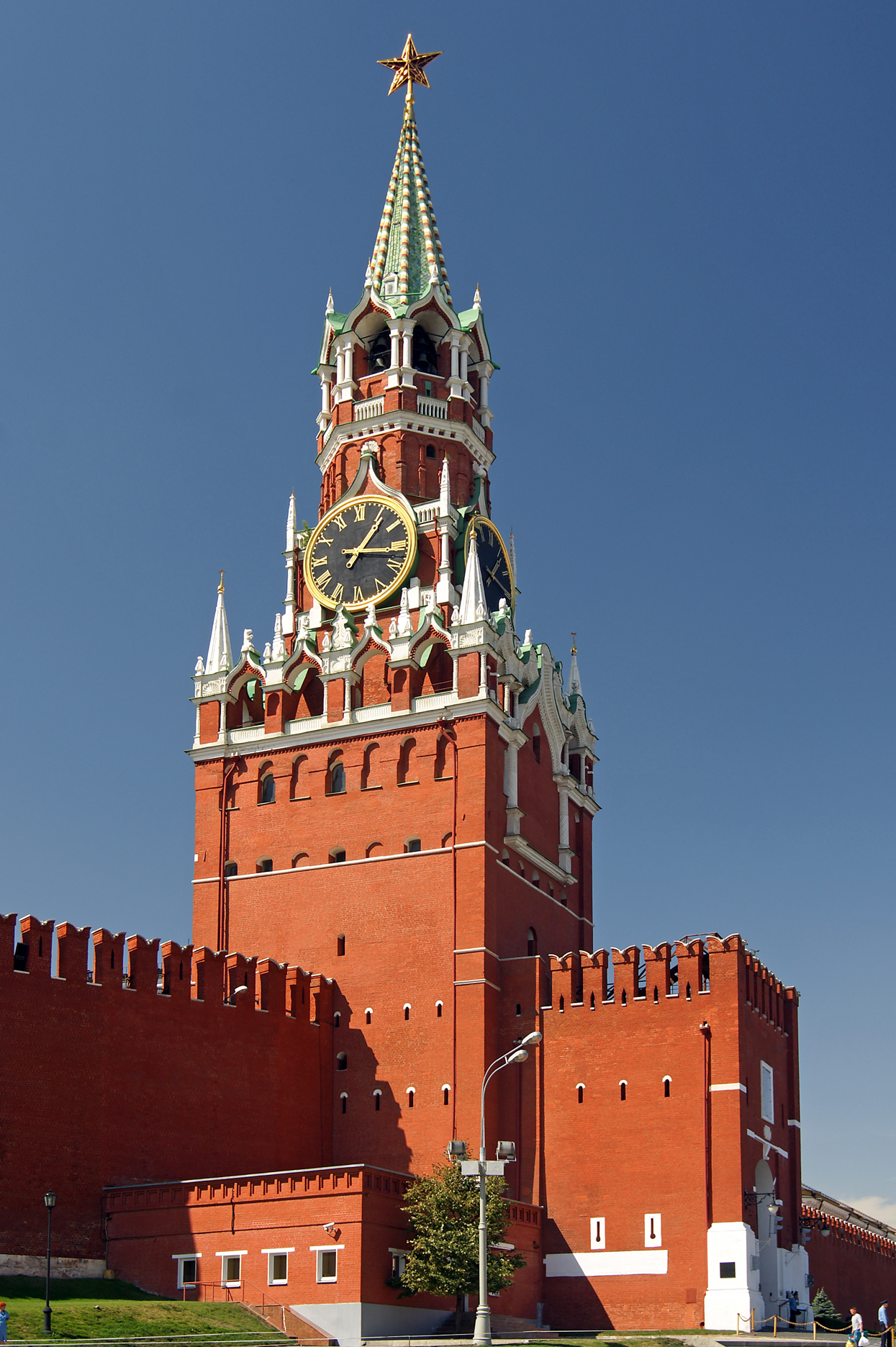
Tour du Sauveur (Kremlin de Moscou)
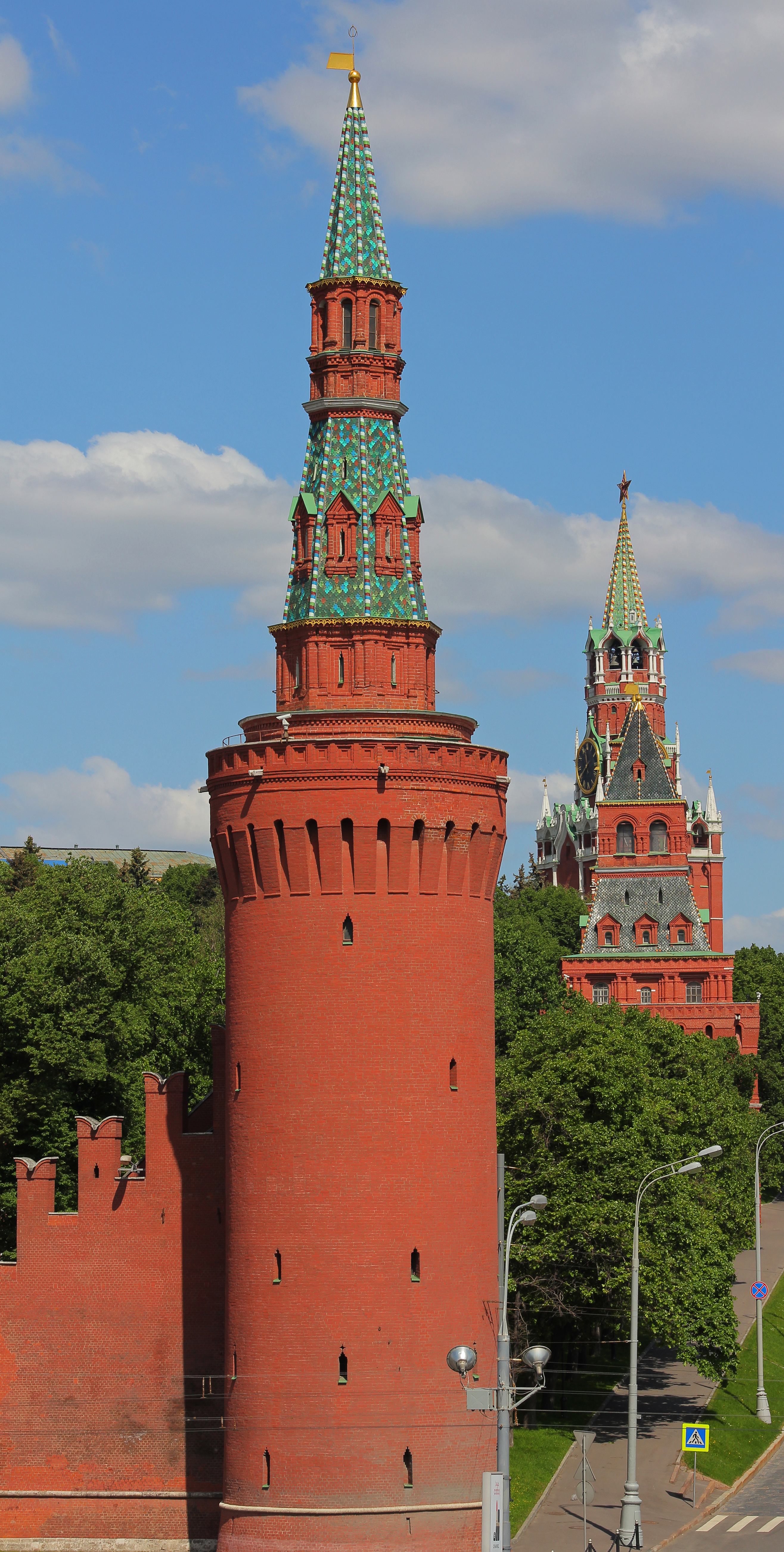
Tour Beklemichevskaïa (Kremlin de Moscou)
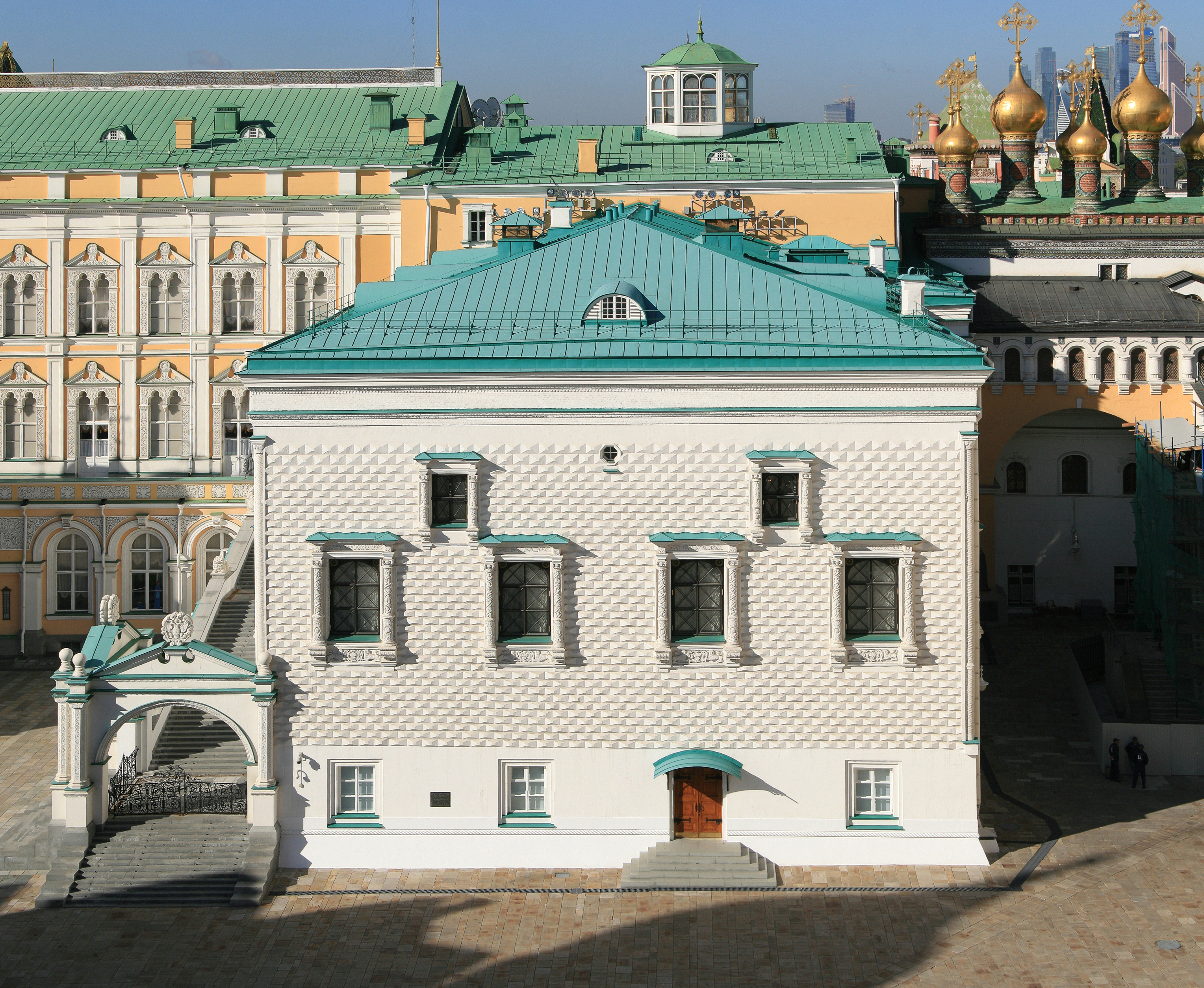
Palais à Facettes

Il faut remarquer qu'à l'exception de la tour Beklemichevskaïa, les autres ont toutes été débutées avant 1487 par Marco Ruffo, mais terminées par d'autres architectes.
En 1991 à Moscou, en présence d'un descendant de la famille de Marco Ruffo, le prince Rufo Ruffo, a été célébré le 500e anniversaire du palais à Facettes.

## Liens
- Ressource relative aux beaux-arts :   - Union List of Artist Names
- Notices dans des dictionnaires ou encyclopédies généralistes :   - Brockhaus
  - Enciclopedia De Agostini
- Notices d'autorité :   - VIAF
  - GND